# Раковичі (Ленінградська область)
Раковичі (рос. Раковичи) — присілок у Лузькому районі Ленінградської області Російської Федерації.
Населення становить 63 особи. Належить до муніципального утворення Скребловське сільське поселення.

## Історія
Згідно із законом від 28 вересня 2004 року № 65-оз належить до муніципального утворення Скребловське сільське поселення.

## Населення
| 1838 | 1862 | 1940 | 1958 | 1997 | 2007 | 2010 |
| ---- | ---- | ---- | ---- | ---- | ---- | ---- |
| 68   | ↘50  | ↗186 | ↘80  | ↘28  | ↗38  | ↗63  |